# Sancha de Castille (reine d'Aragon)
Pour les articles homonymes, voir Sancha de Castille.

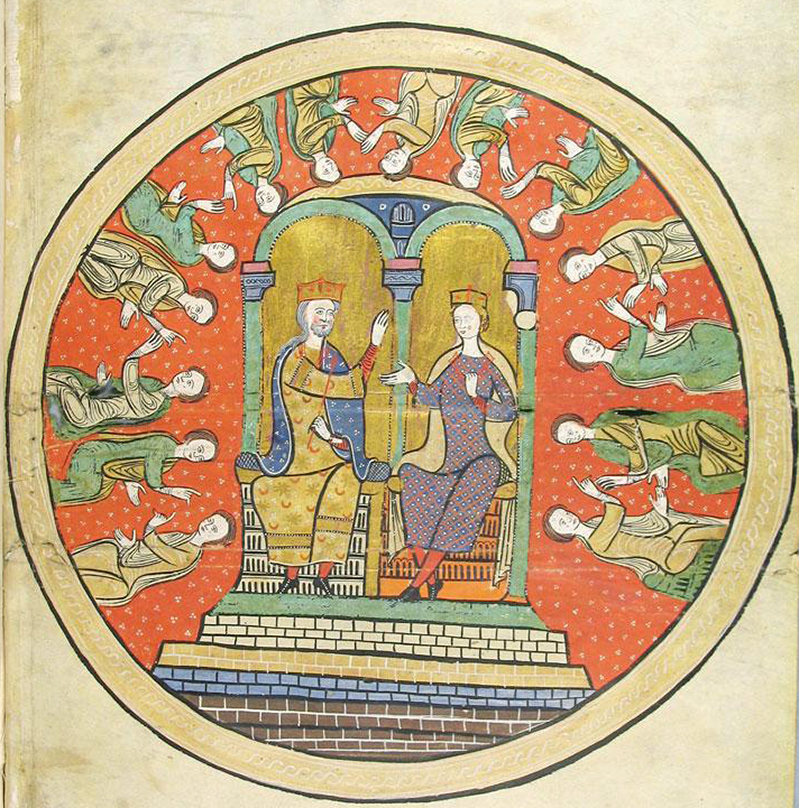
Alphonse II d'Aragon et son épouse Sancha de Castille présidant la Curia Regia dans une miniature de la fin du XIIe siècle du Liber feudorum maior.

Sancha de Castille (ou Sancie de Castille), née le 21 septembre 1154 ou 1155 à Tolède et morte le 9 novembre 1208 à Villanueva de Sigena (Huesca), fille d'Alphonse VII de León et Castille et de sa seconde épouse, Richezza de Pologne, épouse d'Alphonse II d'Aragon (1157-1196), a été infante de Castille et reine consort de la couronne d'Aragon (1174-1208).

## Biographie
C'est la première reine d'Aragon à utiliser un sceau royal. Les caractéristiques de ce sceau sont semblables à celles des sceaux qu'utilisait Alphonse II d'Aragon, son mari, et montre sur une des faces une image de la reine sur un trône avec une fleur de lis dans une main, et au dos l'autre image la représente montant un cheval en amazone avec des vêtements féminins. Cette iconographie illustre la relation de proximité de la reine avec l'autorité royale de son époux.
On doit souligner son activité comme mécène des arts, qui se manifeste non seulement dans l'originalité du sceau qu'elle a utilisé, mais également dans la fondation du monastère Sainte-Marie de Sigena, qui a servi de nécropole aux rois aragonais. Elle a participé activement à l'administration du monastère, où elle s'est probablement retirée une fois veuve, et à qui elle a fait de nombreuses donations.
Elle a testé en 1208, ordonnant d'être ensevelie dans la chapelle Saint Pierre du monastère, donnant ses bijoux, une toile de soie, la relique du doigt du Seigneur, les juifs de Huesca, de Saragosse, de Calatayud et d'Alagón, également des biens en Calamocha et en Cambor de Pina. Elle est probablement décédée peu de temps après le 6 novembre 1208, date à laquelle elle parait pour la dernière fois, remplacée à partir de cette date par la supérieure du monastère ainsi que par son fils le roi Pierre qui fait diverses donations et confirme celles qu'avait faites sa mère.

## Mariage et descendance
Le 18 janvier 1174, elle s'est mariée à la cathédrale de Saragosse avec le roi Alphonse II d'Aragon, signant les diplômes à partir d'alors en tant que regina Aragonie, comitissa Barcinone et marchissa Provincie. De ce mariage sont nés :
- Pierre II d'Aragon (1174–1213), roi d'Aragon et comte de Barcelone ;
- Constance (1179–1222), mariée en 1198 avec Imre de Hongrie et en 1210 avec Frédéric II du Saint-Empire, empereur du Saint-Empire romain germanique, roi de Sicile et de Jérusalem ;
- Alphonse (1180–1209), comte de Provence, sous le nom d'Alphonse II ;
- Éléonore (1182–1226), mariée en 1202 avec Raymond VI de Toulouse ;
- Sancie d'Aragon (1186–1241), mariée en 1211 avec Raymond VII de Toulouse ;
- Sancho, mort jeune ;
- Ramón Berenguer, mort jeune ;
- Ferdinand (1190–1249), prêtre et abbé de Montearagón ;
- Dulce (1192–?), moniale au Monastère Sainte-Marie de Sigena (es).

### Sources et bibliographie
- (es) Cet article est partiellement ou en totalité issu de l’article de Wikipédia en espagnol intitulé « Sancha de Castilla (1154-1208) » (voir la liste des auteurs).
- Serrano Coll, Marta, « Iconografía de género: los sellos de las reinas de Aragón en la Edad Media (siglos XII-XVI) », Emblemata, 12 (2006), p. 15–52. ISSN 1137-1056.
- (es) Agustín Ubieto Arteta, Documentos de Sigena, Anubar Ediciones, 1972 (OCLC 463177598).
- (ca) Jaume Sobrequés i Callicó et Mercè Morales i Montoya, Contes, reis, comtesses i reines de Catalunya, Barcelone, Editorial Base, coll. « Base Històrica » (no 75), 2011, 272 p. (ISBN 978-84-15267-24-9), p. 82.